# Siojwa
Siojwa (ros. Сёйва) – osiedle w Rosji, w Kraju Permskim, w rejonie gajńskim. W 2010 liczyło 677 mieszkańców.